# 鄭問玄
鄭問玄（？—？），號澹叟，山东济南府新城县人。

## 生平
天啓四年（1624年）甲子科山东乡试举人，座师米寿图，崇祯十三年（1640年）庚辰科進士，兵部观政。本年授重庆府推官。丙戌夏（1646年）恭順三王狥楚至武岡，大帥劉承胤迎降，沅守將張先璧不戰而走，贵州巡抚米寿图被執，見孔有德，不屈絕食二日，有德好語勸降，終不屈，遂與愛將于守方及其家三十餘口同時遇害，故御史鄭問玄從有德軍中，為公門下士，備棺衾敛之。顺治六年五月，原委贵州提学道佥事郑问炫为浙江按察使司佥事、分巡嘉湖道。